# Kernschrott
Als Kernschrott bezeichnet man Schrott, der bei dem Abriss von Bauwerken aus Stahlbeton entsteht. Diese Schrottsorte besteht im Wesentlichen aus Stahlträgern und Moniereisen. Speziell die Moniereisen müssen unter Umständen mit einem erheblichen Aufwand zerkleinert werden, bevor sie dem Recycling durch Einschmelzen bei der Stahlerzeugung erneut zugeführt werden können.
In der EDV wird mit Kernschrott veraltete Hardware bezeichnet, die oft aus alten Teilen in einem neuen Rechner zusammengebaut wurde.
Umgangssprachlich wird in vielen Regionen Deutschlands das Wort Kernschrott allgemein für irreparabel beschädigte oder defekte Fahrzeuge, Werkzeuge oder andere Geräte verwendet, um die Nutzlosigkeit dieser zu verdeutlichen.